# Émile Beringer
Pour les articles homonymes, voir Beringer.
Émile Gustave Beringer, né à Strasbourg le 19 janvier 1840 et mort assassiné le 16 février 1881 dans le Sahara, est un ingénieur et explorateur français. 

## Biographie
Ingénieur des mines (1857), on lui doit des ponts métalliques dans la région de Vitry-le-François (1861). En 1866, il est employé par la Compagnie de l'isthme de Suez. Il sert comme Lieutenant de Génie auxiliaire lors de la Guerre de 1870 puis travaille au Brésil de 1874 à 1877. 
En 1879, il est engagé dans la mission transsaharienne Paul Flatters comme chef de service des observations astronomiques, géodésiques et météorologiques  mais il est massacré avec tous ses compagnons par les touareg sur la route de Ouargla. Jules Verne évoque ce drame dans son roman Mathias Sandorf (partie 5, chapitre IV). 
Il est inhumé au cimetière Sainte-Hélène de Strasbourg. Son monument est dû a une souscription et a été inauguré le samedi 9 juin 1883. 